# Musikens makt (musikalbum)
Musikens makt är ett studioalbum av den svenska musikgruppen Svenska musikrörelsen, utgivet på skivbolaget Living in the Past 2001.
Skivan består till största del av covers på progglåtar från 1970-talet.

## Låtlista
1. "Musikens makt" – 4:05 (Lars Fernebring, Mats Zetterberg)
2. "Cirkus" – 5:51 – (Olle Niklasson)
3. "Rör upp himmel, rör upp jord!" – 3:56 (Lasse Tennander, Mats Zetterberg)
4. "Stoppa matchen!" (Mikael Wiehe) – 4:00
5. "Bullshit Blues" – 6:05 (Gunnar Danielsson)
6. "Ingenting sker mekaniskt" – 4:48 (Leif Nylén)
7. "Proggressiva texter" – 3:42 (Lars Fernebring)
8. "Teaterlåten (vara som inte är)" – 3:14 (Mikael Wiehe)
9. "Aldrig mera krig" – 7:05 (Peter Wahlqvist, Ulf Dageby)
10. "Richard Dollarhjärta" – 4:10 (Freedom Singers, Knutna nävar)
11. "Tekniska röntgencentralen" – 7:10 (Kjell Höglund, Mats Zetterberg)
12. "På väg" – 2:35 (Jan Hammarlund, Turid Lundqvist)
13. "På glid" – 1:33 (Mikael Ödensjö)
14. "Du känner väl mig" – 6:26 (Gunnar Danielsson, Lars Fernebring)

## Medverkande
- Edward Anderzon – assisterande tekniker
- Janne Browall – mastering
- Lars Fernebring – akustisk gitarr, sång
- Ulf Göransson – assisterande tekniker
- Ulf Karlberg – bas, mixning, producent
- Ingvar Krupa – trummor
- Martin Landgren – keyboards, piano, banjo, trumpet, säckpipa, dragspel, bakgrundssång
- Annika Vikström – tekniker, mixning, producent
- Mats Zetterberg – sång, mixning, producent
- Mikael Ödensjö – elgitarr, akustisk gitarr, bakgrundssång, mixning

## Mottagande
Svenska Dagbladet gav Musikens makt betyget 3/6. Recensenten Dan Backman skrev "För en som var med på 70-talet är det förstås mycket underhållande, även om den skämtsamt nostalgiska tonen blir något påfrestande i längden. Inhoppen av Lasse Tennander och Mikael Wiehe är även de underhållande men kastar samtidigt ett löjets skimmer över såväl artister som epok."

### Fotnoter
1. ↑  ”Musikens makt”. Discogs.com. http://www.discogs.com/Svenska-Musikr%C3%B6relsen-Musikens-Makt/release/3360379. Läst 11 januari 2013.
2. 1 2  Backman, Dan (1 februari 2002). ”Musikens makt”. Svenska Dagbladet. http://www.svd.se/kultur/musik/-_26673.svd. Läst 11 januari 2013.